# Mojmír Božík
Mojmír Božík (* 26. února 1962 Liptovský Mikuláš, Československo) je československý hokejový obránce. Získal mistrovské tituly ve dvou hokejových zemích, 2x byl úspěšný v československé hokejové lize, jedenkrát ve finské hokejové lize. Reprezentoval Československo na mnoha mezinárodních turnajích, získal dvě bronzové medaile na mistrovství světa. V roce 1986 byl draftován klubem NHL Edmonton Oilers, v 11. kole jako 231. hráč v pořadí.
Jeho stejnojmenný syn hraje také hokej.

## Hráčská kariéra
Hokejově vyrůstal v Košicích, kde také poprvé okusil prvoligový dres. Po dvou letech nastoupil na povinnou základní vojenskou službu, narukoval do trenčínské Dukly. Poté následoval návrat do rodných Košic, kde se sešla hokejově silná generace, výsledkem byly dva mistrovské tituly a další dvě medailová umístění v průběhu 5 let. Po otevření hranic přestoupil do nejvyšší finské hokejové soutěže, kde se ve druhé odehrané sezóně za Jokerit Helsinky dočkal dalšího mistrovského titulu, v týmu hrál další československý hokejista Otakar Janecký. Následně přišel přestup do menšího finského klubu, poté přišla na řadu Francie, na rok návrat na Slovensko, opět Francie, Slovensko a v sezóně 2001/2002 poslední jeden odehraný zápas za HC Košice.
Jeho herní kvality neušly pozornosti reprezentačních trenérů, po dobu nejvyšší košické slávy byl platným členem reprezentace. Zúčastnil se tří mistrovství světa (1986, 1987 a 1990) a zimních olympijských her 1988 v kanadském Calgary. Vyjma roku 1990, kdy hrál ve dvojici s Leo Gudasem, jeho partnerem byl Jaroslav Benák.
Reprezentoval také Československo na Kanadském poháru v roce 1987.
Celkem v reprezentačním dresu odehrál 128 zápasů a vstřelil 8 gólů.

## Statistiky reprezentace
| Turnaj             | Místo konání                | Z  | G | A | B | Umístění            | Soupisky          |
| ------------------ | --------------------------- | -- | - | - | - | ------------------- | ----------------- |
| MS 1986            | Sovětský svaz (Moskva)      | 10 | 1 | 1 | 2 | 5. místo            | Soupiska MS 1986  |
| MS 1987            | Rakousko (Vídeň)            | 7  | 0 | 1 | 1 | Bronzová medaile    | Soupiska MS 1987  |
| KP 1987            | Severní Amerika             | 6  | 0 | 1 | 1 | prohra v semifinále | Soupiska KP 1987  |
| ZOH 1988           | Kanada (Calgary)            | 8  | 1 | 3 | 4 | 6. místo            | Soupiska ZOH 1988 |
| MS 1990            | Švýcarsko (Bern a Fribourg) | 8  | 0 | 1 | 1 | Bronzová medaile    | Soupiska MS 1990  |
| Celkem na MS (3x)  |                             | 25 | 1 | 3 | 4 |                     |                   |
| Celkem na ZOH (1x) |                             | 8  | 1 | 3 | 4 |                     |                   |

## Další kariéra
Zůstal u hokeje, působí jako manažer mládeže v HC Košice. Jeho náplní práce je organizace a dohled nad fungováním všech mládežnických kategorií, a to počínaje od tréninku až organizaci výjezdů na soutěžní zápasy. Současně má na starosti veškerou nutnou administrativu ve vztahu ke slovenskému hokejovému svazu.